# Copa Simón Bolívar
La Copa Simón Bolívar fue una competición internacional de fútbol organizada por la Federación Venezolana de Fútbol. Su propósito era reunir a los clubes campeones de los países que formaron parte del proceso de independencia liderado por Simón Bolívar. La primera edición se celebró en 1970 y el torneo se disputó en un total de seis ocasiones hasta su última edición en 1976. Inicialmente participaron equipos de Venezuela y Colombia, y con el tiempo se incorporaron representantes de Perú y Ecuador en 1974, y de Bolivia en 1975.
A pesar de ser organizada por una federación miembro de la Confederación Sudamericana de Fútbol (Conmebol), la Copa Simón Bolívar no cuenta con el reconocimiento oficial de dicha entidad. En consecuencia, no se incluye en el listado de competiciones oficiales avaladas por la confederación continental, situación que ha limitado su consideración histórica dentro del panorama formal del fútbol sudamericano.
El torneo contó con la participación de clubes pertenecientes a diversas asociaciones nacionales, y el palmarés refleja una distribución equitativa de títulos. Seis equipos distintos se consagraron campeones a lo largo de las seis ediciones disputadas. Colombia lidera el historial por federaciones con tres títulos, seguida por Perú con dos y Venezuela con uno.
Según la actual definición de FIFA, se trata de una competencia internacional puesto que define partido internacional como partido entre dos equipos pertenecientes a asociaciones de países distintos.

## Historia
El torneo inició en 1970 por iniciativa de la Federación Venezolana de Fútbol y contando inicialmente con el apoyo y la participación de los clubes colombianos afiliados a la División Mayor del Fútbol Colombiano, entidad regidora de la liga colombiana y que incluso creó sistemas previos de clasificación al torneo. En las primeras tres ediciones solo se incluyeron clubes de Colombia y Venezuela, a partir de 1974 se sumaron representantes de Perú y Ecuador y a partir de 1975 se sumó el representante de Bolivia. 
Desde la cuarta edición del torneo, los equipos participantes comenzaron a registrar pérdidas económicas. El gerente del Atlético Nacional señaló que el certamen le generó pérdidas a su equipo por aproximadamente 5500 dólares y que la afición no respondió como se esperaba, ya que solo asistieron alrededor de 26 000 personas durante todo el torneo.
En 1976, un dirigente del Estudiantes de Mérida advirtió que, si los ingresos no alcanzaban al menos para cubrir los gastos de los equipos —calculados en 70 000 dólares—, nadie estaría dispuesto a hacerse cargo de la organización del siguiente torneo. Además, varios países delegaron su representación a clubes que ocuparon hasta el tercer lugar en sus competiciones, ya que los dos primeros estaban obligados a disputar las eliminatorias de la Copa Libertadores. Como resultado, posteriormente el torneo fue descontinuado.
El periodista José Visconti escribió para el diario El Nacional:

Es muy difícil que la Copa Simón Bolívar sobreviva. Nadie quiere cargar con los elevados costos que supone. Además, no hay nada que obligue a los equipos participantes a enviar equipos en forma para este certamen y ello incide negativamente en la calidad del evento.
José Visconti, para el diario El Nacional.

## Campeones
| Año           | Campeón                         | Resultado final        | Subcampeón                      |
| ------------- | ------------------------------- | ---------------------- | ------------------------------- |
| 1970 Detalles | Independiente Santa Fe Colombia | Lig.                   | Deportivo Galicia Venezuela     |
| 1971 Detalles | Deportivo Galicia Venezuela     | 0:1 1:0 2:2 (3:2 pen.) | Atlético Nacional Colombia      |
| 1972 Detalles | Millonarios Colombia            | 0:2 3:0                | Deportivo Portugués Venezuela   |
| 1974 Detalles | Defensor Lima Perú              | Lig.                   | Portuguesa Venezuela            |
| 1975 Detalles | América de Cali Colombia        | Lig.                   | Estudiantes de Mérida Venezuela |
| 1976 Detalles | Alianza Lima Perú               | Lig.                   | Guabirá Bolivia                 |

## Palmarés

### Títulos por equipo
| Equipo                 | Títulos | Subtítulos | Años campeón | Años subcampeón |
| ---------------------- | ------- | ---------- | ------------ | --------------- |
| Deportivo Galicia      | 1       | 1          | 1971         | 1970            |
| Independiente Santa Fe | 1       | 0          | 1970         | -               |
| Millonarios            | 1       | 0          | 1972         | -               |
| Defensor Lima          | 1       | 0          | 1974         | -               |
| América de Cali        | 1       | 0          | 1975         | -               |
| Alianza Lima           | 1       | 0          | 1976         | -               |
| Atlético Nacional      | 0       | 1          | -            | 1971            |
| Deportivo Portugués    | 0       | 1          | -            | 1972            |
| Portuguesa             | 0       | 1          | -            | 1974            |
| Estudiantes de Mérida  | 0       | 1          | -            | 1975            |
| Guabirá                | 0       | 1          | -            | 1976            |

### Títulos por país
| País      | Títulos | Subtítulos |
| --------- | ------- | ---------- |
| Colombia  | 3       | 1          |
| Perú      | 2       | 0          |
| Venezuela | 1       | 4          |
| Bolivia   | 0       | 1          |
| Ecuador   | 0       | 0          |